# رفاجة سمراء
رفَّاجة سمراء حشرة قانصة من جنس رفاجة. موطنها بعض الأقاليم المعتدلة الحرارة من حوض البحر الأبيض المتوسط. تألف المواقع الرملية التي لا تخلو من الأعشاب.